# Роговик гайовий
Роговик гайовий, роговик дібровний (Cerastium nemorale) — вид рослин з родини гвоздикових (Caryophyllaceae); поширений у південно-східній Європі й західній Азії. Етимологія: лат. nemoralis — «лісовий, гайовий» .

## Опис
Однорічна рослина 15–50 см заввишки. Рослини розсіяно запушені кучерявим залозистими волосками. Чашолистки з вузько-плівчастими краями, 7–10 мм завдовжки. Пелюстки майже рівні за довжиною чашолисткам. Коробочки вдвічі довші за чашолистки, трохи зігнуті. Зубці розкритих коробочок спірально відігнуті назовні.

## Поширення
Поширений у південно-східній Європі (Молдова, Україна, Росія), Ірані й на Кавказі (Азербайджан, Вірменія).
В Україні вид зростає на лісових галявинах, у чагарниках — у Лісостепу і Степу, нечасто.